# Manar Fayyad
Manar Fayyad (arabisch منار فياض, DMG Manār Fayyāḍ) ist eine jordanische Chemikerin. Ihre Fachgebiete sind Wasser- und Umweltchemie.
Fayyad machte ihren Bachelor 1972 an der Universität von Jordanien und 1974 ihren Master. 1978 wurde sie mit der Arbeit Schwefel-Stickstoff- und Phosphor-Verbindungen als Liganden in Übergangsmetallkomplexen an der Universität Bonn promoviert.
Zwischen 1978 und 2013 war sie Professorin für analytische und anorganische Chemie an der Universität von Jordanien. Zwischen 1999 und 2007 war sie zudem Direktorin des Water and Environment Research and Study Centre. Von 2013 bis 2017 war sie Vizepräsidentin und seit 2017 ist sie Präsidentin der staatlichen Deutsch-Jordanischen Universität (GJU) in Amman.